# 正路
正路，或正道（阿拉伯语：‎），是指引导信徒得到救赎之路。在伊斯兰教中，安拉告诫穆斯林要走“中道”、“直道”，而不是走“其他道路”。令人怀疑或不喜欢的“麦克鲁亥”不被视为罪恶，而是非善非恶。根据伊斯兰教义，如果你行使属于“麦克鲁亥”的行为，将不会受到惩罚，但如果你避开它们，真主会予以奖励。

## 相关经文
《古兰经》开端章：“我们只崇拜祢，只求祢祐助，求祢引导我们上正路，祢所祐助者的路，不是受谴怒者的路，也不是迷误者的路。”